# Teodora Trăistaru
Teodora Trăistaru (1990) is een Roemeense schaakster. In 2009 werd haar door de FIDE de titel FIDE-meester bij de vrouwen (WFM) toegekend.
- Van 25 november t/m 6 december 2005 speelde zij mee in het toernooi om het kampioenschap van Roemenië voor dames dat in Baile Tusnad gehouden werd. Angela Dragomirescu werd met 6 punten kampioene en Trăistaru eindigde met 5½ punt op de derde plaats.